# Andreas Embirikos
Andreas Embirikos (en griego: Ανδρέας Εμπειρίκος) (2 de septiembre de 1901 en Brăila – 3 de agosto de 1975 en Atenas) fue un poeta surrealista griego y el primer psicoanalista de Grecia.

## Infancia y formación
Su familia era poderosa en el negocio naviero. Poco después de su nacimiento, su familia se instaló en Ermoupoli, en la isla de Siros. Tenía solo 7 años cuando su familia se mudó a Atenas. Sus padre se divorciaron cuando él era adolescente.
Sus padres tuvieron otros tres hijos, Maris, Dimosthenis y Kimon. Su padre, Leónidas Embirikos, era un armador, hijo de una antigua familia de la isla de Andros, que con sus hermanos Michalis Maris, fue el fundador de la Compañía Nacional de Navegación griega (Εθνική Ατμοπλοΐας Ελλάδος) así como Embiricos Brothers y Byron Steamship Co. Ltd. entre otras. En 1917-18 también fue diputado bajo el gobierno de Venizelos y ministro de aprovisionamiento. La madre de Andreas, Stephanie, era hija de Leonidas Kydonieos, de Andros, y la rusa Solomoni Kovalenko, originaria de Kiev. En 1902, la familia se mudó a Ermoupolis, en la isla de Syros, y seis años más tarde, a Atenas. Después de la secundaria y el servicio militar que lleva a cabo en la marina, Andreas Embirikos inscribió en la Facultad de Filosofía de la Universidad de Atenas, pero pronto se interrumpió sus estudios y se trasladó a Lausana, donde su madre se trasladó después de la separación de sus padres. Allí toma cursos de economía y escribe sus primeros poemas.
De 1921 a 1925 trabajó en el negocio familiar Byron Steamship Co. Ltd. en Londres, y al mismo tiempo estudia filosofía y literatura inglesa. 
En los años siguientes, estudió varias materias en Francia y en el Reino Unido. Fue en París donde descubrió el psicoanálisis y decidió estudiarlo con René Laforgue.
En 1929, se encontró con surrealistas y se interesó por la escritura automática. Volvió a Grecia en 1931 y se casó en 1940.

## Cronología
- 1929 Conoce a algunos surrealistas y se interesa por la automatic writing.
- 1931 Vuelve a Grecia y trabaja por algún tiempo como estibador.
- 1934 Desarrolla una relación intermitente con Marguerite Yourcenar.
- 1935 Dicta la famosa cátedra Sobre el Surrealismo (Περί σουρρεαλισμού) en Atenas y publica Blast furnace (Ὑψικάμινος); un texto puramente surrealista.
- 1940 Se casa con la poetisa Matsi Hatzilazarou; sin embargo, ellos se divorcian cuatro años más tarde. En ese mismo año, fue arrestado por la organización communista OPLA[2] y recibió tratamiento humillante.
- 1947 Se casa por segunda vez con Vivika Zisi. Un año después, su padre, con el que Embeirikos tenía una relación bastante normal, muere en Ginebra.
- 1962 Junto con Yorgos Theotokas y Odysseas Elytis, fue invitado por la "Unión Greco-Soviética" a viajar a la URSS; el viaje le inspiró para escribir el poema ES ES ES ER Rossia.
- 1975 Muere en Kifissia; su madre le precedió por solo dos años.

## Trayectoria
En 1926, después de un desacuerdo con su padre, se fue a París para iniciarse en el psicoanálisis. De 1926 a 1931 vivió en París, donde asistió a los círculos surrealistas y se ejercita con el psicoanálisis junto con el psiquiatra René Laforgue, uno de los fundadores de la Sociedad Psicoanalítica de París. En 1931 se estableció permanentemente en Grecia e hizo su primera aparición en las letras griegas en 1935.
Como escritor, pertenece a la generación de 1930, de la cual es uno de los representantes más importantes del surrealismo griego. Embirikos de hecho introdujo el surrealismo en Grecia y fue el primero en ejercer la actividad del psicoanálisis de 1935 a 1951. 
Es a menudo considerado como un poeta "visionario" ocupando un lugar notable en el mundo literario griego, a pesar de la desconfianza que su trabajo inspiró inicialmente. Sus obras se distinguen en particular, su primera colección de poemas titulada Υψικάμινος (alto horno), que es el primer texto puramente surrealista publicado en Grecia, y su novela Ο Μέγας Ανατολικός (Grand Oriental) que causó un escándalo por su libertad expresión y su contenido erótico. Gran parte de su trabajo fue publicado solo después de su muerte.
Embiríkos regresó a Grecia en 1931 y trabajó durante un tiempo nuevamente en la empresa familiar, antes de renunciar para dedicarse a la literatura y al psicoanálisis. El 25 de enero de 1935, dio una conferencia de importancia histórica sobre el surrealismo en el Círculo de Artistas, introduciendo así el surrealismo en Grecia. Elytis escribió que esta conferencia se llevó a cabo 'delante de algún burgués serio que escuchaba visiblemente aburrido, que aparte Kondylis Tsaldaris, había gente interesante en el mundo que se llamaba Freud y Breton". En marzo del mismo año publicó en las ediciones Kastalia su primera colección de poemas, titulado Υψικάμινος (alto horno) y que contiene 63 poemas en prosa. Se encuentra con Elytis, con quien planea presentar el trabajo del pintor naif Theophilos que murió un año antes. Fue también en este tiempo cuando está en contacto con la joven Marguerite Yourcenar, una apasionada de Grecia y de la cultura clásica, con quien mantendrá estrechas relaciones de amistad y presumiblemente amorosas, hasta finales de los años 1930 y el traslado de la misma a los EE. UU.
Desde 1935, comenzó a practicar el psicoanálisis profesionalmente, siendo reconocido como tal por la Asociación Psicoanalítica Internacional, y continuó su investigación literaria. En marzo de 1936 se organizó en una exposición de obras surrealistas en especial con obras de Max Ernst, Óscar Domínguez y otros pintores, así como fotografías, libros raros, primeras ediciones de escritores surrealistas y del movimiento. En 1938, tradujo textos de André Breton, mientras que los poemas de su colección Ενδοχώρα (interior) se publican en la revista Νέα Γράμματα (boletines de noticias). Hasta 1939, viajó regularmente a Francia para mantener sus vínculos con los surrealistas franceses.
En 1940 se casó con la poeta Matsi Hatzilazarou (se separarán en 1944). Durante la ocupación, Embiríkos organizó reuniones literarias en su casa, donde sus amigos escritores leyeron extractos de sus textos. Inicialmente, estas reuniones se refieren solamente a los amigos cercanos de Embirikos, pero después el círculo se amplía para incluir muchos poetas como Nikos Gatsos, Nikos Engonopoulos, Nanos Valaoritis y otros.
Durante los acontecimientos de diciembre de 1944, fue detenido por OPLA (Ομάδες Προστασίας Λαϊκών Αγωνιστών), interrogado y llevado con otros presos a la localidad de Krora, cerca de Tebas, sin embargo, Embiríkos escapa y regresa a Atenas. Comenzó a escribir su gran novela Ο Μέγας Ανατολικός (Grand Oriental) en 1945 y completó Zemphira o el secreto Pasifae y Beatrice o un amor de Buffalo Bill. También publicó un texto sobre Engonopoulos.
Se volvió a casar en 1947 con Vivika Zissi y participó en la constitución de la primera sociedad griega de psicoanálisis. En 1962, con Elytis y Theotokas, fue a la URSS por invitación de la asociación URSS-Grecia para ponerse en contacto con la intelligentsia soviética. Embirikos transcribe esta experiencia en su diario y después de su regreso escribió el poema Ες Ες Eς Ερ Ρωσσία (Rusia Soviética). Al año siguiente, terminó el poema épico The White Whale (variaciones sobre Moby Dick) cuyos extractos se publican en la revista Syntelia. Tres años más tarde, comenzó a escribir Εισαγωγή σε μία πόλι (entrada en una ciudad), texto que debía servir como una introducción a un nuevo libro, que no continuó.
Andreas Embiríkos muere en Kifissia (en los suburbios de Atenas) el 3 de agosto de 1975 a la edad de 74 años, de cáncer de pulmón. Su gran novela Ο Μέγας Ανατολικός (Gran Oriental) fue publicada después de su muerte, en 1990-92, en ocho volúmenes.
En 2008 el director Ilias Giannakakis realizó un extenso documental que es un retrato idiosincrásico del poeta surrealista, construido exclusivamente con imágenes de su archivo personal sin la intervención de ningún comentarista.

## Poesía
Su poesía puede definirse según dos tendencias principales. Por una parte, fue uno de los más importantes representantes del surrealismo en Grecia. Su colección poética, Ipsikaminos, fue un libro herético, caracterizado por la falta de puntuación y la peculiaridad del lenguaje. Como el propio poeta reconociera, fue precisamente esa originalidad y extravagancia de su obra lo que contribuyó a su relativo éxito comercial.
Por otra parte, junto con Yorgos Seferis, Embirikos fue el exponente más importante de la generación de los 1930. Contribuyó en forma destacada a la introducción del modernismo en las letras griegas y ayudó a cambiar, de una vez y para siempre, el ambiente poético griego.
La obra de Embirikos trata del "trauma griego". Con sentido del humor y audacia bien intencionada, escribe la genealogía de sus "Santos indisciplinados" (de los modernos "Hijos Sagrados", de Azariah y Mishael a Engels y Mayakovski), tratando de combinar lo imaginario con lo simple  En su descripción de un funeral, bajo un sol ardiente, en el poema At Filellinon Street (Oktana), la gloria de los griegos se atribuye al hecho de que fueron los primeros en "haber transformado el miedo a la muerte en canto a la vida".

### Megas Anatolikos
Probablemente la obra más significativa e influyente de Embirikos es Megas Anatolikos. El poeta dedicó muchos años de trabajo a esta novela particularmente larga, que se compone de más de cien capítulos. En Esta obra, Embirikos narra el primer viaje del transatlántico Great Eastern (Μέγας Ἀνατολικός) desde Inglaterra a Norteamérica. Embirikos describe el Great Eastern como buque hedonista, en el que una multitud de pasajeros disfruta del amor sin fronteras. Durante el viaje de diez días (una alusión al Decameron) descubren una nueva forma de felicidad e inocencia. Por esta obra, Odysseas Elytis llamó a Embirikos "un visionario y un profeta".
En The Great Eastern, todas las fantasías, doctrinas y visiones de Embiricos se desarrollan. Lleno de referencias literarias, su escritura se desarrolla en varios episodios que presentan todos los tabúes sexuales de su época, incluyendo la homosexualidad, el sexo interracial, la bestialidad, el sado-masoquismo y los cuatro variantes (hombre / niño, hombre / niña, mujer / niño y mujer / niña) de pedofilia. Embiricos se debe haber basado en los personajes conoció durante su experiencia como psicoanalista, pero también, según su correspondencia, en su estudio de historias sexuales. 
El propio Embiricos escribió una nota que le gustaría ver publicado The Great Eastern después de su muerte sin censura. Su único compromiso sería el uso de un seudónimo para evitar implicaciones para su familia. Sin embargo, su familia decidió publicarlo usando su nombre real.

## Crítica literaria
Embirikos también escribió artículos de crítica literaria, de los que al menos dos son dignos de mención aquí. El primero es "La necrofilia oculta en las obras de Edgar Allan Poe"; el segundo, "Nikos Engonopoulos o el milagro de Elbassan y Bosphorus".

## Fotografía
Embirikos fue un entusiasta fotógrafo durante toda su vida, y el gran volumen de su trabajo fotográfico, no menos que su apasionada participación en el medio, sugieren que, para él, era una actividad casi tan importante como la escritura. Yiorgis Yiatromanolakis (Γιώργης Γιατρομανωλάκης), el principal erudito griego de Embirikos, ha escrito que "sus tres identidades principales son las de un poeta, un novelista y un fotógrafo". Por su parte, el hijo de Embirikos, Leonidas, se ha referido al "vasto y extenso archivo fotográfico vertiginosamente extenso de su padre ... solo los negativos que superan los 30.000".
En Fotofrachtis (Shutter) (escrito en 1960 e incluido en su colección Oktana), Embirikos correlaciona el acto de la fotografía con el soñar despierto, no como nostalgia, sino en el sentido de reconciliación con la paradoja del tiempo, como una visión directa de la agitada consistencia de las cosas.
Embirikos solo exhibió públicamente sus fotografías una vez en su vida, mostrando un número limitado de copias en la galería Ilissos en Atenas, en 1955. Sin embargo, como parte de las celebraciones por el centenario de su nacimiento en 2001, el fotógrafo y crítico John Stathatos (Γιάννης Σταθάτος) se encargó de investigar el archivo y preparar una gran exposición en el Centro de Artes de Technopolis en Atenas. Una gran monografía que incorpora el texto de Stathatos fue publicada simultáneamente por Agra Editions.

## Obras Escogidas
- Alto Horno (Ὑψικάμινος), 1935
- País Interior, (en alemán o en inglés, con un sentido ligeramente distinto: Hinterland) (Ἐνδοχώρα), 1945 Una pequeña parte de este libro son Los Pájaros del Prouth traducidos por Román Bermejo Löpez-Muñiz para la Asociación Vistas a Peña Cabarga (2008).
- Escritos o mitología personal (Γραπτά ἤ Προσωπική Μυθολογία), 1960 traducidos al catalán como Escrits o Mitologia personal por Helena Badell Giralt,en Adesiara Editorial, 2010.
- ES ES ES ER Rossia (ΕΣ ΕΣ ΕΣ ΕΡ Ρωσσία), 1962
- Argo o Navegación en Globo (Ἄργώ ἤ Πλούς Αεροστάτου), 1964 Manuel Aguilera Vita ha realizado una traducción de este libro, publicada por Isabel García Gálvez en La Laguna.Esta publicación no tiene isbn, su título es "Argos, vuelo aerostático".
- Oktana (Ὀκτάνα), 1980
- Las Generaciones Todas o el hoy como mañana y como ayer (Αἱ Γενεαί Πᾶσαι ἤ Ἡ Σήμερον ὡς Αὔριον καί ὡς Χθές), 1985
- Armala o introducción a una ciudad (Ἄρμαλα ἤ Εἰσαγωγή σέ μία πόλι), 1985
- El Gran Oriental (Ό Μέγας Ἀνατολικός), 1990
- Zemfira o el secreto de Pasífae (Ζεμφύρα ή Το Μυστικόν της Πασιφάης), 1997
- Nikos Engonopoulos o el milagro de Elbassan y del Bósforo, 2000
- Un caso de neurosis obsesivo-compulsiva con eyaculaciones precoces y otros textos psicoanalíticos (Μια Περίπτωσις Ιδεοψυχαναγκαστικής Νευρώσεως με Πρόωρες Εκσπερματώσεις και Άλλα Ψυχαναλυτικά Κείμενα, 2005)
- Una traducción de las Quatre Petites Filles de Picasso, Τα τέσσερα κοριτσάκια («Ed. Agra» 1979)